# Гергьовски дъжд
„Гергьовски дъжд“ е българска телевизионна новела от 1989 година на режисьорката Нина Минкова. Сценарият е на Иван Крумов.

## Актьорски състав
| Роля | Изпълнител     |
| ---- | -------------- |
|      | Иван Йорданов  |
|      | Аня Пенчева    |
|      | Милена Живкова |